# Martha Mears
Martha Mears (bl. 1797 in London) war eine englische Hebamme und Autorin des späten 18. Jahrhunderts. Sie ist ausschließlich für das von ihr verfasste Buch über Schwangerschaft und Geburt mit dem Titel Pupil of Nature bekannt. Andere Information zu ihrer Person gibt es nicht.

## Pupil of Nature
Das Buch mit dem vollen Titel Pupil of Nature: Candid Advice to the Fair Fex, on the subjects of pregnancy, childbirth, the diseases incident to both, the fatal effects of ignorance and quackery, and the most approved means of promoting health, strength and beauty of their offspring erschien 1797 in London.
Im Folgejahr erschien eine wenig schmeichelhafte Besprechung, die das Buch als inhaltlich mit wenig Substanz, dafür aber sprachlich abgehoben (lofty, sublime) und nicht direkt oder praktisch disqualifizierte.
1804 erschien unter dem Titel Wohlmeynender Rath für gebildete Frauen über Schwangerschaft und Wochenbette eine deutsche Übersetzung erstellt von dem Arzt und „öffentlichen Geburtshelfer“ Elias Henschel.

### Einordnung
Im 18. Jahrhundert gab es eine revolutionäre Entwicklung in der medizinischen Geburtshilfe. Die Geburt eines Menschen wandelte sich von einem sozialen Übergangsritus in ein medizinisches Ereignis. Daraus ergab sich die Frage, wer und was an der Geburt eigentlich wie beteiligt war. Im Laufe des Jahrhunderts verdrängten Geburtshelfer (Ärzte) die Hebammen als anerkannte Autorität für Geburt und Schwangerschaft. Die immer männlichen Geburtshelfer beanspruchten ihre Autorität durch einen sich ausbreitenden Diskurs, der ihre wissenschaftliche Beherrschung des Geburtsprozesses als genauer und sicherer verkündete als das Erfahrungswissen, das traditionell den Frauen zugeschrieben wurde. Herrle-Fanning hat dazu herausgearbeitet, wie männliche Ärzte im 18. Jahrhundert ihren eigenen Status professionalisierten, indem sie Konzepte des weiblichen reproduktiven Körpers in einer Weise konstruierten, die die Rolle der Hebamme für sich selbst vereinnahmte und Frauen, die tatsächlich als Hebammen praktizierten, verunglimpfte.
Aus Protest gegen diesen Autoritätsanspruch schrieben einige Londoner Hebammen in eigenen Hebammen-Traktaten zurück. Die Argumente waren dabei unterschiedlich: Einige, wie Sarah Stone in A Complete Practice of Midwifery (1737), beanspruchten für sich die kombinierte Macht von Erfahrungs- und anatomischem Wissen. Andere, wie Elizabeth Nihell in A Treatise on the Art of Midwifery Setting Forth Various Abuses Therein, Especially as to the Practice with Instruments (1760), erklärten, dass Eigenschaften wie Fleiß, Geschicklichkeit, Geduld, angeborene Zärtlichkeit und natürliche Begabung Frauen für die Unterstützung des Geburtsvorgangs besser geeignet machen, als wissenschaftliche Erkenntnisse.
Mears' Buch war 1797 der letzte wesentliche Beitrag zu dieser Diskussion. Sie versuchte sich in den männlichen Diskurs als Übersetzerin des Wissens für weibliche Patienten und Leser einzufügen. Dies war aber in gewissem Sinn schon ein Eingeständnis, dass die Auseinandersetzung über die Zuständigkeit verloren war. Während ihre Vorgängerinnen noch dafür kämpften, dass das Hebammenwesen ein reiner Frauenberuf bleibt, scheint Mears die männliche Dominanz  zu akzeptieren. Mit dieser zunehmenden Passivität der weiblichen Hebammen gegenüber Übergriffen der männlichen Praktiker war sie ebenfalls nicht alleine.

### Inhalte
Mears' Abhandlung ist im Gegensatz zu ihren Vorgängerinnen nicht durch kurze Kapitel, sondern durch Essays gegliedert, die eine Vielzahl von Eventualitäten und Umständen abdecken, mit denen sie selbst im Laufe ihrer Karriere konfrontiert war, und von denen der Leser profitieren konnte.:S. 144 Ihr Schreibstil war literarischer als der ihrer Vorgängerinnen. Sie nutzte ihr Wissen über Literatur, um mit dem Laienpublikum über Fragen des Kinderkriegens zu kommunizieren. Mears nahm auch die Gesundheit der Frauen während der Schwangerschaft in den Blick und schenkte den psychologischen Bedürfnissen der Patientinnen besondere Aufmerksamkeit. Ihre Wertschätzung für ihr Fach und ihre Patientinnen geht über das hinaus, was viele Hebammenhandbücher der damaligen Zeit beinhalteten, und sie weigert sich, Frauen als Subjekte für wissenschaftliche Experimente oder als zu lösende medizinische Probleme zu behandeln. Ihre Beschreibungen bringen Frauen und die Geburt als Themen in den öffentlichen Diskurs, die mehr verdienen, als sie bisher erhalten haben.:S. 154
Vor allem wendet sie sich dagegen, eine Schwangerschaft wie eine Krankheit zu behandeln: „[A] state of pregnancy has too generally been considered as a state of indisposition or disease: this is a fatal error and the source of almost all the evils to which women in childbearing are liable.“:S. 4
Sie betont die psychologischen Faktoren während der Geburtswehen, eine auch heute anerkannte Position: „Women should be informed, that the best state of mind they can be in at the time of labour, is that of submission to the necessities of their situation; that those who are most patient actually suffer the least […]“:S. 124
Geschlechtsverkehr und sexuelles Vergnügen werden in Mears' Schrift, anders als bei den Vorgängerinnen, nicht behandelt. Mears scheut sich vor einer Beschreibung der Anatomie des weiblichen Genitalbereichs und gibt nur rudimentäre Bemerkungen zu diesem Thema. Detaillierte Beschreibungen dieses Teils des weiblichen Körpers hält sie für „nutzlos und unanständig“; sie könnten „das keusche Auge beleidigen“ und „eine Röte auf die Wange der Sittsamkeit zaubern“.
Auch bezüglich der Behandlung des künstlichen Schwangerschaftsabbruchs geht Mears einen eigenen Weg der Darstellung. Bevor sie sich inhaltlich zum Thema äußert, stellt Mears ihre eigenen Emotionen in den Mittelpunkt um die Ernsthaftigkeit der Diskussion zu betonen.:S. 224 f. „My blood runs cold and my hand trembles, in proceeding to describe the far more inevitable dangers that attend abortion brought on by artificial means“.:S. 111

## Nachleben
Judy Chicago widmete ihr eine Inschrift auf den dreieckigen Bodenfliesen des Heritage Floor ihrer 1974 bis 1979 entstandenen Installation The Dinner Party. Die mit dem Namen Martha Mears beschrifteten Porzellanfliesen sind dem Platz mit dem Gedeck für Caroline Herschel zugeordnet.